# Бледворт
Бледворт (англ. Bladworth) — село в канадській провінції Саскачеван.

## Населення

### Чисельність
| 2001 | 2006 | 2011 | 2016 |
| ---- | ---- | ---- | ---- |
| 67   | 70   | 60   | 65   |

## Галерея

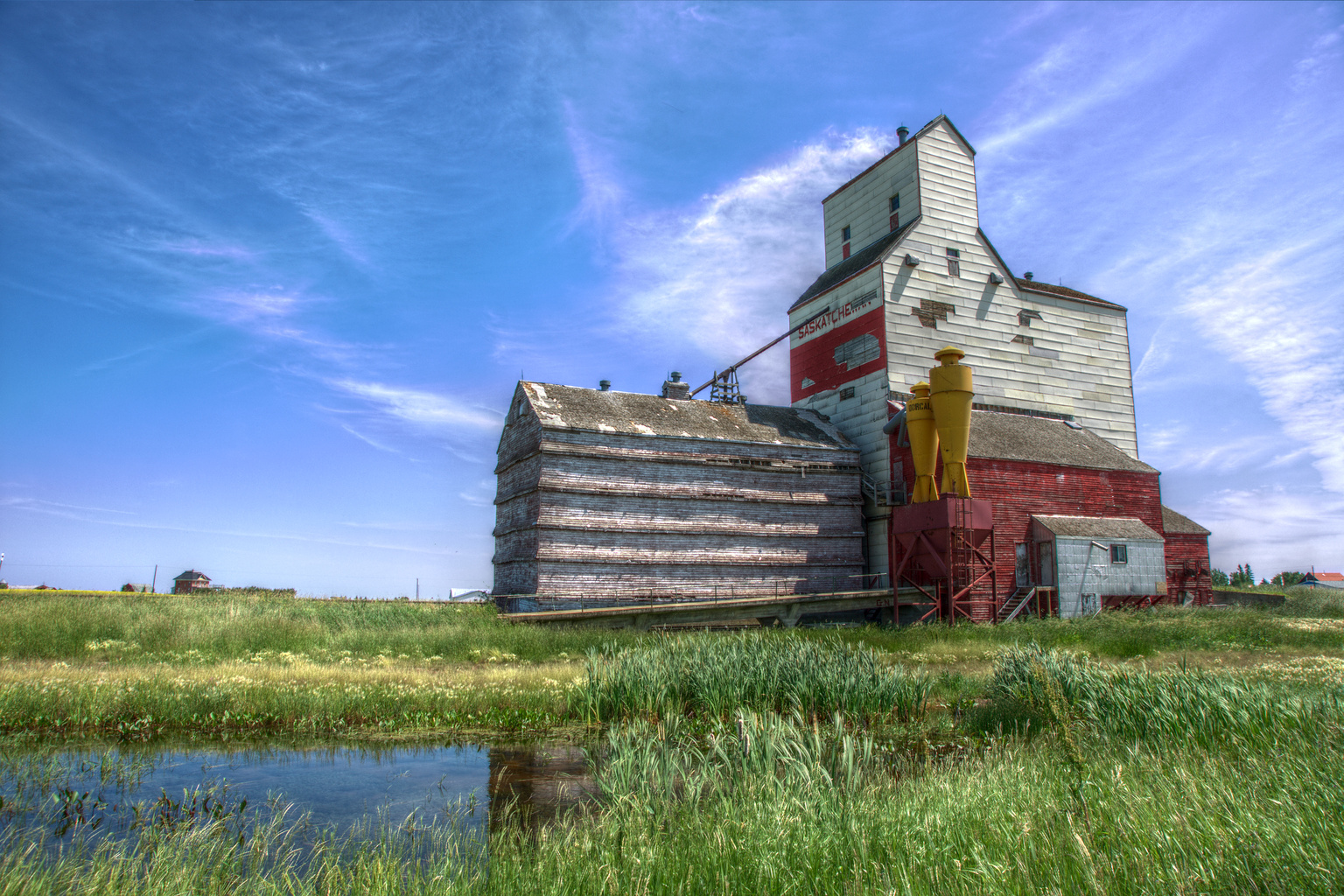
Елеватор
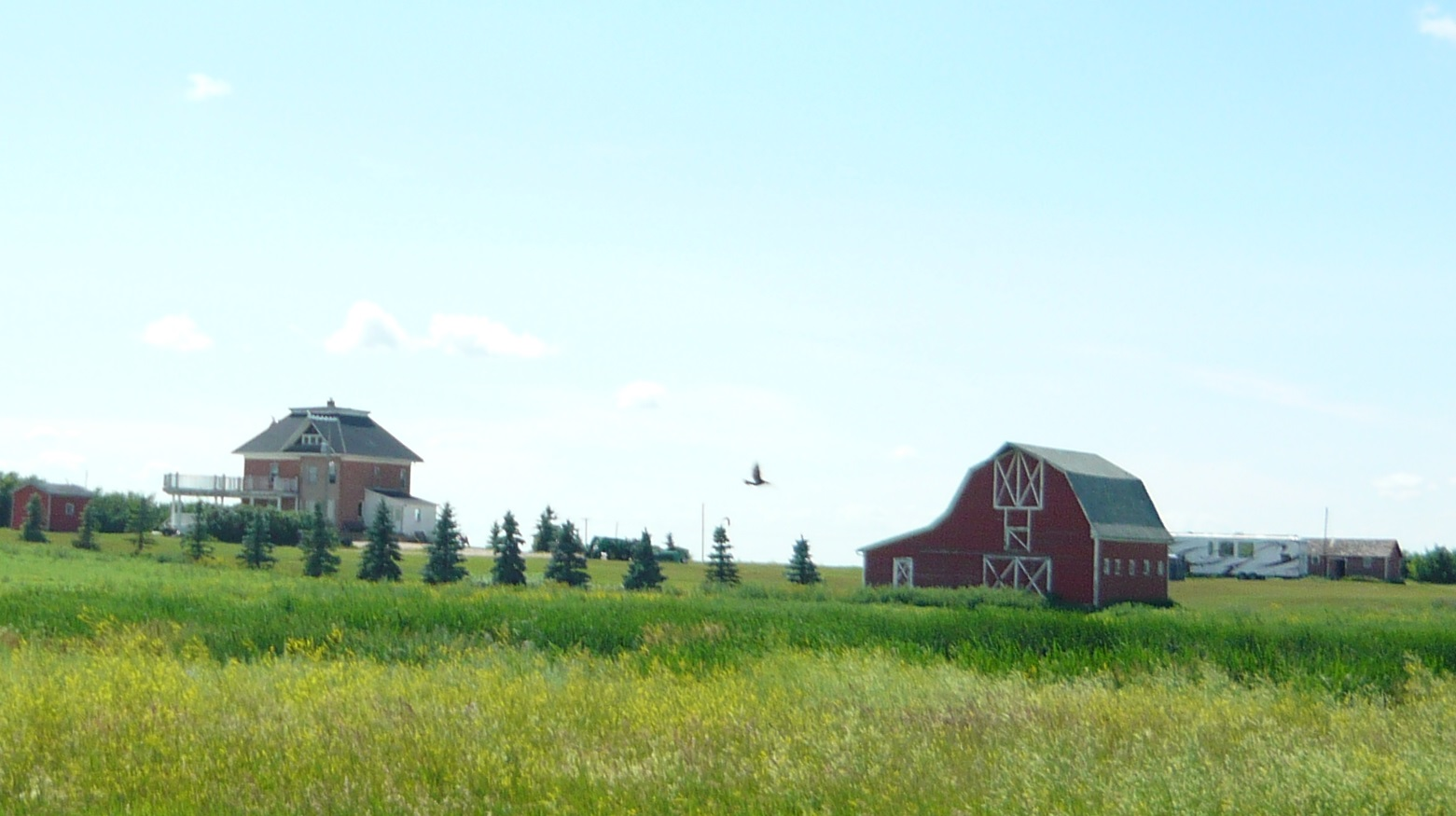
Будинок Дж. Фреда Джонстона, побудований близько 1911 року